# Rivalta di Torino
Rivalta di Torino é uma comuna italiana da região do Piemonte, província de Turim, com cerca de 17.565 habitantes. Estende-se por uma área de 25 km², tendo uma densidade populacional de 703 hab/km². Faz fronteira com Rivoli, Villarbasse, Orbassano, Sangano, Bruino, Piossasco, Volvera.

## Demografia
| Variação demográfica do município entre 1861 e 2011                               |
|                                                                                   |
| Fonte: Istituto Nazionale di Statistica (ISTAT) - Elaboração gráfica da Wikipedia |